# Burgena splendida
Burgena splendida là một loài bướm đêm trong họ Noctuidae.